# Corimbion
Corimbion es un género de escarabajos longicornios de la tribu Tropidini. Fue descrito por Ubirajara Ribeiro Martins en 1970.

## Especies
- Corimbion antennatum Martins & Galileo, 2014
- Corimbion balteum Martins, 1970
- Corimbion caliginosum Martins, 1970
- Corimbion kuckartzi Santos-Silva, Galileo & Wappes, 2015
- Corimbion ledezmae Santos-Silva, Galileo & Wappes, 2015
- Corimbion martinsi Giesbert, 1998
- Corimbion mutabile Bezark, Santos-Silva & Galileo, 2016
- Corimbion nigroapicatum Martins, 1970
- Corimbion supremum Martins, 1970
- Corimbion terminatum Martins, 1970
- Corimbion vulgare Martins, 1970
- Corimbion wappesi García & Santos-Silva, 2022